# فویگتشتدت
فویگتشتدت (به آلمانی: Voigtstedt) یک شهر در آلمان است که در کوفهویزرکرایس واقع شده‌است. فویگتشتدت ۱٬۰۳۱ نفر جمعیت دارد.